# Bohort

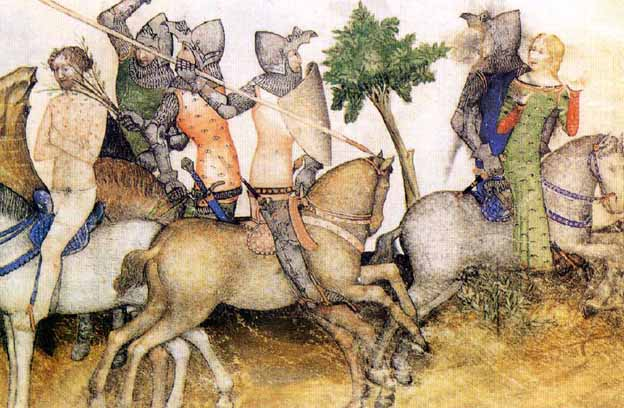
Bohort chọn cứu một thiếu nữ thay vì bào đệ Lionel.

Bohort là nguyên danh hai nhân vật thời đại Arthur, một người là vua và một người là kị sĩ.

## Lịch sử

### Bohort Già
Vua Bohort là bào đệ của vua Ban, cũng là vương thúc của Lancelot và Hector des Mares. Ông kết hôn Évaine, em gái của Élaine (vương hậu Ban), có hai con trai: Bohort Trẻ và Lionel. Huynh đệ Ban và Bohort là những quân vương tiên phong liên minh với Arthur đặng giúp ngài chống lại cuộc bội phản của 11 quân vương khác. Nhưng chính Arthur không bảo vệ được họ, khiến hai vua này bị kẻ thù sát hại.

### Bohort Trẻ
Ngài Bohort vang danh hơn cha cả trong văn chương và đời thực vì là kị sĩ Bàn Tròn. Huynh đệ Bohort và Hector phải sống trong ngục của Claudas (kẻ thù giết cha) từ tấm bé, nhưng sau họ nổi lên giết được Claudas cùng đứa con ngỗ ngược Dorin của y. Bohort có dấu hiệu đặc biệt là một vết sẹo trên trán - hệ quả của một trận đấu kiếm. Bohort, Perceal và Galahad là ba người hi hữu được tận mắt thấy Chén Thánh, nhưng trong khi Galahad hóa thánh, Perceval hóa hộ vệ thánh thì Bohort không được chút vinh hiển nào. Dầu vậy, ông nằm trong số rất ít nhân vật thời đại Arthur không có kết thúc bi thảm.

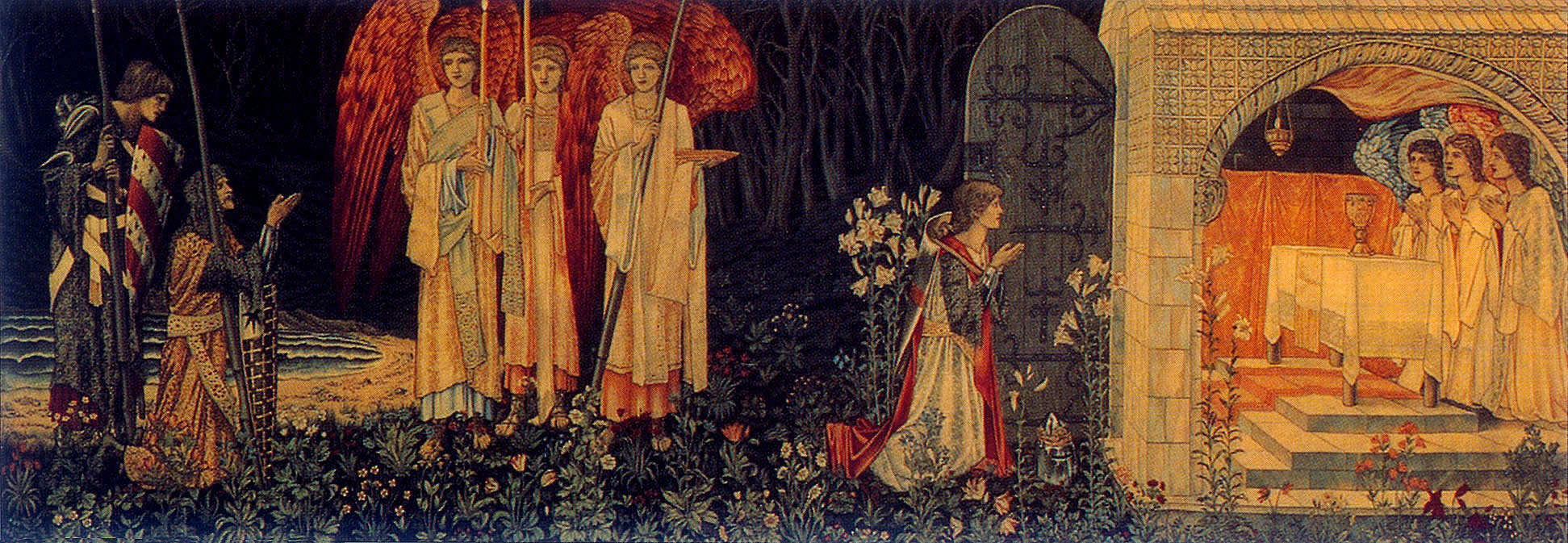
Bohort Trẻ, Perceval và Galahad đắc thắng Chén Thánh. Họa phẩm của Edward Burne-Jones, 1895.

### Tư liệu
- Thomas Malorys Geschichten über König Bors den Älteren und König Ban auf sacred-texts.com Buch 1.
- Thomas Malorys Geschichten über Sir Bors den Jüngeren auf sacred-texts.com Buch 11, Buch 12, Buch 16 (wie Bors Lionel nicht rettet), Buch 17, Buch 18 (Bors und Guinevere) und Buch 20.